# Katarina Nyberg
Anna Katarina Nyberg (* 16. November 1965 in Örnsköldsvik) ist eine schwedische Curlerin. 
Nyberg spielte als Third 1992, 1993, 1995 bis 1997, 2000 und 2006 bei insgesamt sieben Curling-Europameisterschaften. Dabei gewann sie 1992, 1993, 1997 und 2000 die Goldmedaille, die Silbermedaille 1996 und 1995 die Bronzemedaille. 
Bei der Curling-Weltmeisterschaft spielte Nyberg von 1992 bis 1995 und von 1998 bis 2000 als Third für das schwedische Team. Die Goldmedaille gewann sie in den Jahren 1992, 1995, 1998 und 1999 und die Bronzemedaille 1993 und 1994. 
1998 nahm Nyberg an den Olympischen Winterspielen in Nagano teil. Die Mannschaft gewann die Bronzemedaille nach einem Ergebnis von 10:6 gegen Großbritannien im Spiel um Platz 3. Ebenfalls als Third nahm Nyberg an den Olympischen Winterspielen 2002 in Salt Lake City teil. Hier belegte die Mannschaft den sechsten Platz.